# Muslim Magomayev (compositeur)
Pour l’article homonyme, voir Muslim Magomayev.
Muslim Magomayev (en azéri : Abdul-Müslüm Məhəmməd oğlu Maqomayev), né le 6 (ou le 18) septembre 1885 à Grozny dans la région de Tersk (Empire russe) et mort le 28 juillet 1937 à Naltchik, est un compositeur et chef d'orchestre soviétique (Azerbaïdjan).
Il est honoré homme d’art par la république socialiste soviétique d'Azerbaïdjan en 1935. C'est en outre l'un des fondateurs de la musique classique azerbaïdjanaise et le grand-père du chanteur azerbaïdjanais Muslim Magomayev.

## Biographie

### Jeunesse
Enfant, Muslim Magomayev fréquente l'école primaire à Grozny, où son père est forgeron. Il joue de la musique folklorique et apprend l'accordéon. De 1899 à 1904, il étudie au Séminaire pédagogique transcaucasien (en) de Gori (Géorgie) pour devenir enseignant. Au sein du Séminaire, il participe à plusieurs spectacles musicaux, apprend le violon et le hautbois, et joue dans l'orchestre. Il rencontre dans cette institution Uzeyir Hadjibeyov, avec qui il entretiendra une amitié étroite toute sa vie.

### Carrière
Après avoir obtenu son diplôme au collège des enseignants de Tbilissi (Géorgie), Muslim Magomayev commence sa carrière d'enseignant d'abord dans le Caucase du Nord à Bekovichi (Kizliar) dans l'actuelle Ossétie du Nord-Alanie, puis à Lankaran en Azerbaïdjan. En dehors de son travail, il contribue à la fondation, dans cette même ville, d'un chœur, d'un orchestre à cordes et d'une troupe de théâtre.
En 1911, il s'installe à Bakou, comme professeur en banlieue de la ville. En parallèle, il devient membre de la troupe du Théâtre national d'opéra sous la direction de U. Hadjibeyov, d'abord comme violoniste, puis comme chef d'orchestre. Il prend par la suite la direction du théâtre.
Pendant la période soviétique, il occupe des postes au sein du Commissariat du peuple à l'éducation de la République sociale soviétique d'Azerbaïdjan.

### Œuvre
Dès son plus jeune âge, Muslim Magomayev s'intéresse à l'art national azerbaïdjanais qui influencera ses œuvres. Il écrit deux opéras, Shah Ismayil (1916), très influencé par les opéras européens, puis Narguiz (1935) qui constitue le premier opéra azerbaïdjanais sur un thème soviétique [réf. souhaitée].
Il est également l'auteur d'environ trois cents arrangements symphoniques de danses, chansons et autres mélodies folkloriques azerbaïdjanaises.
Sa production originale pour orchestre symphonique est elle aussi fournie, comme en témoignent par exemple Dans les steppes d'Azerbaïdjan, Djeyran, Turaci, Shushtar Deramedi, Danse tchétchène, etc.
Entre 1920 et 1930, il compose la musique de plusieurs films : L’Art azerbaïdjanais, Le rapport, Les morts de Djalil Mammadguluzadeh, et 1905 de Djafar Djabbarli.
Il poursuit également son travail dans le domaine de la musique vocale. Les chansons Le printemps, Le champ, Notre village attirent l'attention par leur couleur nationale.

### Vie privée
Muslim Magomayev épouse Badiguljamal Teregulova, une des sœurs de son ami Ali Teregulov.

## Postérité
Le théâtre philharmonique national d’Azerbaïdjan ainsi qu'une rue dans la vieille ville de Bakou portent le nom de Muslim Magomayev.